# Столяров, Александр Леонтьевич
Александр Леонтьевич Столяров (20 сентября 1945, Хабаровск, РСФСР, СССР — 11 декабря 2020, Владивосток, Россия) — солист ансамбля песни и пляски Тихоокеанского флота, заслуженный артист РСФСР (1985), народный артист Российской Федерации (2000).

## Биография
Родился в 1945 году в городе Хабаровск. Учился в Хабаровском училище искусств, и после срочной службы с 1969 года работал в Ансамбле песни и пляски Дальневосточного Пограничного округа. В 1977 году был приглашён Евгением Федоровичем Казановским в Ансамбль песни и пляски Краснознамённого Тихоокеанского флота. 
В период работы в Ансамбле песни и пляски Тихоокеанского флота неоднократно участвовал в походах на кораблях Тихоокеанского флота, представлял культуру СССР в таких иностранных государствах как Китай, Япония, Корея, Вьетнам, США, Индия, Германия, Франция и др.  С гастролями объехал весь Советский Союз, участвовал в различных Всесоюзных конкурсах, и в 1979 году стал дипломантом 1 степени Всесоюзного телевизионного конкурса СССР. Неоднократно совместно работал с такими артистами как Ярослав Евдокимов, Ксения Георгиади, Ольга Воронец. Принимал участие в концертах с Львом Лещенко, Иосифом Кобзоном, Владимиром Винокуром, Лаймой Вайкуле и другими артистами. Близко дружил с композитором Евгением Эммануиловичем Жарковским, был исполнителем многих его песен.  В 1985 году стал заслуженным артистом РСФСР, в 2000 году стал народным артистом Российской Федерации.
Александр Леонтьевич ушел из жизни 11 декабря 2020 года.